# Новощетниково
Новоще́тниково (рос. Новощетниково) — присілок у складі Леб'яжівського округу Курганської області, Росія.
Населення — 79 осіб (2010, 81 у 2002).